# مارکت لویگاست
مارکت لویگاست (به آلمانی: Marktleugast) یک شهر در آلمان است که در بایرن واقع شده‌است.

## خصوصیات
مارکت لویگاست ۳۳٫۸۹ کیلومترمربع مساحت دارد ۵۴۴-۶۲۷ متر بالاتر از سطح دریا واقع شده‌است.